# Wypadek kolejowy

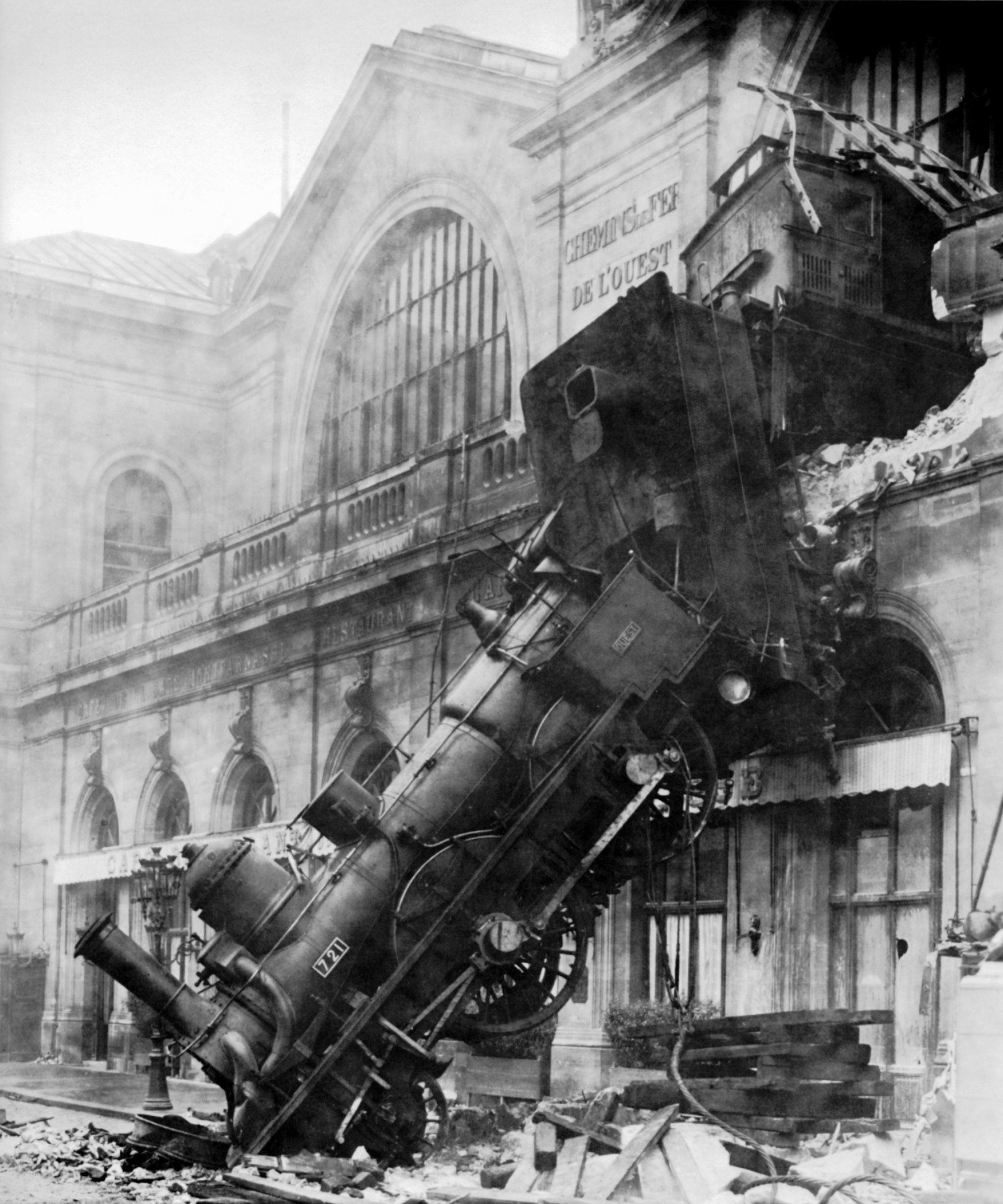
Wypadek kolejowy na Gare Montparnasse

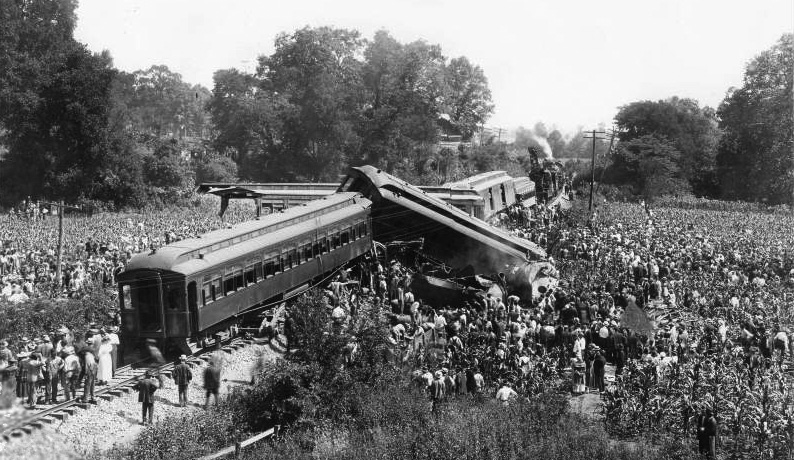
Wypadek kolejowy w Nashville, w którym zginęło 101 osób

Wypadek kolejowy – niezamierzone, nagłe zdarzenie lub ciąg takich zdarzeń z udziałem pojazdu kolejowego, powodujące negatywne konsekwencje dla zdrowia ludzkiego, mienia lub środowiska.

## Definicje
Do wypadków zalicza się w szczególności:
- kolizje,
- wykolejenia,
- zdarzenia na przejazdach,
- zdarzenia z udziałem osób spowodowane przez pojazd kolejowy będący w ruchu,
- pożar pojazdu kolejowego.

W ramach dostosowywania polskiego prawodawstwa w tym zakresie do dyrektywy 2004/49/WE Parlamentu Europejskiego z dnia 29 kwietnia 2004 uchylono ustępy definiujące „katastrofę kolejową” jako „wypadek kolejowy, na skutek którego wystąpiły ofiary w ludziach lub znaczne straty materialne”. Ustęp piąty tejże ustawy definiował znaczne straty materialne jako szkody spowodowane wypadkiem o wartości większej niż 50 tysięcy euro (w przeliczeniu na złotówki według średniego kursu NBP). W zamian wprowadzono odpowiadający jej termin poważny wypadek, za który uważa się wypadek spowodowany kolizją pociągów, wykolejeniem lub innym podobnym zdarzeniem, w którym jest przynajmniej jedna ofiara śmiertelna lub pięć ciężko rannych, lub powodujący znaczne straty materialne o wysokości ponad dwóch milionów euro, mające oczywisty wpływ na regulację bezpieczeństwa kolei lub na zarządzanie bezpieczeństwem.
Poważne wypadki kolejowe mają miejsce stosunkowo rzadko, jednakże ze względu na ich poważne konsekwencje mogą wywoływać zaniepokojenie opinii publicznej odnośnie do bezpieczeństwa kolejowego.
Zakwalifikowanie zdarzenia do grupy poważnych wypadków wymaga stwierdzenia, że system zarządzania bezpieczeństwem funkcjonował niewłaściwie oraz wnioski z badania tego zdarzenia mogą mieć wpływ na regulacje bezpieczeństwa. Z tego względu do poważnych wypadków nie są zazwyczaj zaliczane m.in. kolizje pojazd kolejowy-pojazd drogowy, mające miejsce na przejazdach kolejowo-drogowych oraz wtargnięcia pod pociąg, pomimo że w zdarzeniach tych są ofiary śmiertelne.
Ciężki wypadek oznacza według rozporządzenia Parlamentu Europejskiego każdy wypadek z udziałem co najmniej jednego pojazdu szynowego w ruchu, w wyniku którego co najmniej jedna osoba zostaje zabita lub ciężko ranna lub znacząco uszkodzony zostaje tabor, tory, inne obiekty lub otoczenie, bądź też nastąpi znaczące zakłócenie ruchu. Wyłącza się wypadki w warsztatach, magazynach i zajezdniach.
Wypadek z ciężko rannymi oznacza każdy wypadek z udziałem co najmniej jednego pojazdu szynowego w ruchu, w wyniku którego co najmniej jedna osoba zostaje zabita lub ciężko ranna.
Znaczący wypadek to wypadek z udziałem co najmniej jednego pojazdu kolejowego będącego w ruchu:
- z przynajmniej jedną ofiarą śmiertelną lub ciężko ranną, lub
- powodujący znaczne szkody w taborze, torach kolejowych, instalacjach lub środowisku, tj. szkodę o wartości co najmniej 150 tysięcy euro, lub
- znaczne zakłócenie ruchu, tj. wstrzymanie ruchu kolejowego na głównej linii kolejowej przez co najmniej 6 godzin.

Nie uwzględnia się przy tym wypadków w warsztatach, w magazynach i miejscach do postoju pojazdów kolejowych.
Incydent oznacza każde zdarzenie, inne niż wypadek lub poważny wypadek, mające wpływ na bezpieczeństwo eksploatacji kolei.

## Badanie przyczyn wypadku
W celu zapobiegania wypadkom i incydentom prowadzone są w państwach UE każdorazowo dochodzenia obejmujące zbieranie i analizę informacji, wyciąganie wniosków łącznie z tymi dotyczącymi przyczyn wypadków oraz, gdzie to właściwe, opracowanie rekomendacji dotyczących bezpieczeństwa. Badanie przyczyn wypadku w zakresie bezpieczeństwa powinno być prowadzone niezależnie od dochodzenia sądowego w tej samej sprawie. Dla każdego zdarzenia podmiot badający wypadki powinien wyznaczyć odpowiedni zespół dysponujący niezbędną wiedzą ekspercką i doświadczeniem do ustalenia bezpośrednich i pośrednich przyczyn wypadku. Badanie powinno być prowadzone przez stale funkcjonujący podmiot, niezależny od podmiotów branży kolejowej. Podmiot badający wypadki powinien funkcjonować w sposób, który wyklucza konflikt interesów i jakiekolwiek możliwe związki dotyczące wypadków, które są badane. W szczególności nie można wpływać na funkcjonalną niezależność podmiotu badającego wypadki, jeżeli ma on bliskie związki organizacyjne i prawne z krajową władzą bezpieczeństwa lub regulatorem kolejowym.
Corocznie organ dochodzeniowy publikuje roczny raport opisujący badania z poprzedniego roku, wydane rekomendacje w zakresie bezpieczeństwa oraz działania podjęte zgodnie z rekomendacjami wydanymi uprzednio. Władza bezpieczeństwa i inne władze lub podmioty, do których skierowano rekomendacje, przedstawiają organowi dochodzeniowemu zwrotne raporty, przynajmniej corocznie, o środkach podjętych bądź planowanych do podjęcia jako reakcja na rekomendacje.
Rozporządzenie Ministra Infrastruktury z dnia 19 grudnia 2007 nakłada na Prezesa UTK obowiązek zamieszczania informacji o wypadkach kolejowych (z wyszczególnieniem wypadków poważnych) w rocznym raporcie w sprawie bezpieczeństwa.
Krajowe organa dochodzeniowe w Polsce muszą badać wszystkie poważne wypadki, powiadamiać o tym Europejską Agencję Kolejową, a po zakończeniu dochodzenia wysłać jej raport.

## Największe wypadki
Największym wypadkiem kolejowym był wypadek z 26 grudnia 2004. Pociąg „Queen of the Sea” (ang. „Królowa Morza”) relacji Kolombo – Galle (zachodnie wybrzeża Sri Lanki) został całkowicie zniszczony i zmieciony w głąb palmowego lasu przez falę tsunami wywołaną trzęsieniem ziemi na Oceanie Indyjskim. Zginęła wówczas większość z 1700 pasażerów, jednak liczba ofiar nie jest do końca znana (podobnie jak liczba podróżnych).
Największy udokumentowany wypadek kolejowy w historii Polski miał miejsce w Barwałdzie Średnim 24 listopada 1944 r. (ok. 130 ofiar), natomiast w okresie powojennym największą katastrofą był wypadek pod Otłoczynem 19 sierpnia 1980, gdzie nastąpiło czołowe zderzenie pociągu pasażerskiego z pociągiem towarowym (śmierć poniosło wówczas 67 osób).